# بوب جودوين
بوب جودوين (بالإنجليزية: Bob Godwin)‏ (5 مايو 1911 بمولتري في الولايات المتحدة - 1 أغسطس 1980 بدايتونا بيتش في الولايات المتحدة) هو ملاكم أمريكي، صنّف ضمن فئة الوزن الثقيل الخفيف ‏.

## إحصائيات
خاض خلال مسيرته 136 نزالا، فاز في 95 وتعادل في 15 وخسر في 24. فاز بالضربة القاضية في 31 نزالا.

## روابط خارجية
- بوب جودوين على موقع بوكس ريك (الإنجليزية) (registration required)